# Геро и Леандр (поэма Кристофера Марло)
«Геро и Леандр» (англ. Hero and Leander) — эротическая поэма английского писателя Кристофера Марло на мифологический сюжет. Осталась незавершённой, её дописал Джордж Чапмен и опубликовал в 1598 году.

## Сюжет
Главные герои поэмы — герои античного мифа, живущие на разных берегах пролива Геллеспонт, юноша из Абидоса и жрица Афродиты из Сеста. Они полюбили друг друга, и Геро каждый вечер зажигала огонь на своём берегу, а Леандр переплывал пролив, ориентируясь на её огонь, как на маяк. Однажды пламя погасло, и Леандр утонул. Геро, увидев его тело, покончила с собой.

## Публикация
Поэма была впервые опубликована в 1598 году. Адам Айслип напечатал для книготорговца Эдуарда Блаунта отдельно текст Марло, а Феликс Кингстон для Пола Линли — полный текст поэмы, включая продолжение Чепмена. Оба издания вышли в формате in quarto. В 1600 году Джон Флэскет выпустил третье издание, на титульном листе которого сообщалось (безосновательно), что к поэме добавлен перевод первой книги «Фарсалии» Лукана. Четвертое издание 1606 года, снова от Флэскета, отказалось от претензий на включение Лукана и снова объединило стихи Марло и Чепмена. Такими были и последующие издания XVII века — 1609, 1613, 1629, 1637 годов и более поздние.

## Восприятие
Бен Джонсон в «Варфоломеевской ярмарке» описывает пародирующее поэму Марло кукольное представление. Роль Геллеспонта здесь играет Темза, роль Леандра — сын красильщика. Стихотворение, основанное на поэме Марло, было положено на музыку примерно в 1628 году композитором Николасом Ланье. «Геро и Леандра» цитирует Уильям Шекспир в комедии «Как вам это понравится», и это единственная безусловно узнаваемая цитата из современного Шекспиру автора во всём его творчестве.
Исследователи часто сравнивают «Геро и Леандра» с поэмой Шекспира «Венера и Адонис» и называют их двумя главными поэтическими шедеврами своего времени.